# Marcos Jurado
Pour les articles homonymes, voir Jurado.
Jurado  Rodríguez est un nom espagnol. Le premier nom de famille, en général paternel, est Jurado ; le second, en général maternel, souvent omis, est Rodríguez.
Marcos Jurado Rodríguez, né le 2 février 1991 à Ciudad Real, est un coureur cycliste espagnol.

## Biographie
À l'issue de la saison 2016, il signe un contrat un faveur de l'équipe continentale Burgos BH.

## Palmarès et résultats

### Palmarès par année
- 2010
  - Klasika Lemoiz
- 2012
  -  Champion d'Espagne du contre-la-montre espoirs
  - Premio Ayuntamiento de Sopelana
  - Prueba Loinaz
- 2013
  - Mémorial Pascual Momparler
  - 2e du championnat d'Espagne du contre-la-montre espoirs
  - 2e du San Roman Saria
  - 3e du Tour de la communauté de Madrid espoirs
  - 3e du Laudio Saria
- 2014
  - Gran Premio San Antonio
  - 2e étape du Tour de León
  - 2e du Trofeo San Juan y San Pedro
  - 2e du championnat d'Espagne du contre-la-montre amateurs
- 2015
  - Gran Premio San Antonio
  - Mémorial Juan Manuel Santisteban
- 2016
  -  Champion d'Espagne du contre-la-montre amateurs
  - San Isidro Sari Nagusia
  - Gran Premio San Antonio
  - 4e étape du Tour de la province de Valence
  - 4e étape du Tour de Galice
  - 2e du Mémorial Manuel Sanroma
  - 2e du Trophée Guerrita
  - 2e de la Coupe d'Espagne de cyclisme
  - 2e du San Juan Sari Nagusia
  - 2e du Tour de Galice
  - 3e de la Clásica Ciudad de Torredonjimeno
  - 3e du Grand Prix Macario
  - 3e du Premio Nuestra Señora de Oro
  - 3e du Dorletako Ama Saria
  - 3e du Torneo Euskaldun
- 2017
  - 3e du championnat d'Espagne de l'américaine
- 2018
  - Volta a Albergaria
- 2020
  - Trofeo Olías Industrial
  - 2e de la Xacobeo 2021
- 2021
  - 2e du championnat d'Espagne de l'américaine
  - 2e du championnat d'Espagne de vitesse par équipes

### Classements mondiaux
| Année           | 2013 |
| --------------- | ---- |
| UCI Europe Tour | 617e |